# Türkmenbaşy
Türkmenbaşy ("leider van alle Turkmenen", tot 1993 Krasnovodsk) is een stad en haven aan de Kaspische Zee in het westen van Turkmeense provincie (velayat) Balkan aan de Golf van Krasnovodsk. De stad is na Balkanabat (Nebitdag) de grootste stad van de provincie en wordt vooral bewoond door Russen en Azerbeidzjanen.

## Geschiedenis
In 1717 landde de Russische prins Aleksandr Bekovitsj-Tsjerkasski in het geheim op deze oever en stichtte een kozakkenfort op de plaats waar de drooggevallen bedding van een voormalige monding van de Amu Darja in de Kaspische Zee uitkwam (de rivier had haar bedding eerder verlegd naar het Aralmeer). Zijn doel was het door deze droge rivierbedding oprukken met zijn leger om uiteindelijk het Kanaat van Khiva te veroveren. Deze expeditie werd echter een gigantische mislukking, waarop de Russen, na het horen van dit nieuws, zich terugtrokken van de plaats.
In 1869 landde een nieuwe Russische expeditie en stichtte de stad Krasnovodsk ("rood water"), naar de lokale Turkse naam Kyzyl-Su. De stad vormde de basis voor militaire expedities tegen het kanaat van Khiva en het Emiraat Buchara en de nomadische Turkmeense stammen. Het werd onderdeel van de oblast Transkaspië van het generaal-gouvernement Kaukasus en vanaf 1898 van het generaal-gouvernement  Turkestan van het Russische Rijk. Tijdens de Russische Burgeroorlog was de stad tijdelijk onderdeel van de onafhankelijke staat Transkaspië, die met hulp van Britse troepen uit Meshed was opgezet door Basmatsjirebellen in de stad Poltoratsk. Krasnovodsk was hiervan het laatste bolwerk dat viel voor het oprukkende Rode Leger in februari 1920.
In 1993 werd de stad hernoemd tot Türkmenbaşy, naar de aan zichzelf toegekende naam van de toenmalige Turkmeense dictator Niazov.

## Economie en transport
Türkmenbaşy is de enige haven van Centraal-Azië en zeeweg naar Europa. Doordat zich grote aardolie- en aardgasvoorraden bevinden in West-Turkmenistan (de Balkanprovincie), kreeg Türkmenbaşy als havenstad de grootste olieraffinaderij van het land. Andere belangrijke economische activiteiten worden gevormd door de visindustrie, scheepswerven en lichte industrie. Vanuit de stad worden ook veel landbouwproducten geëxporteerd.
Door haar positie als eindstation van de Trans-Kaspische spoorlijn vormt de stad een belangrijk transportcentrum. De stad is verbonden met Bakoe in Azerbeidzjan en Astrachan in Rusland door een veerpont en met de Turkmeense hoofdstad Asjchabad door middel van een vliegverbinding van Turkmenistan Airlines en de eerder genoemde spoorlijn.

## Bezienswaardigheden
In de stad bevinden zich onder andere musea voor lokale geschiedenis en natuurgeschiedenis, een overgebleven poort van het voormalige fort Krasnovodsk. De stad is ook een badplaats aan de Kaspische Zee en in de buurt van de stad bevindt zich het Staatsnatuurreservaat Khazar Turkmenbashi.
Sinds 2007 werden er op 12 km van Krasnovodsk aan de Kaspische Zee ook een reeks vakantieverblijven neergepoot (Awaza). Ze kwamen er, dankzij de opbrengsten uit gaswinning, op bevel van de excentrieke en autoritaire president Berdimuhamedow. Het complex werd gebouwd door het Turkse bouwbedrijf Polimeks.

## Geboren
- Vladimir Morozov (1940-2023), kanovaarder
- Aman Toelejev (1944-2023), politicus